# Xiphopteris subpinnatifida
Xiphopteris subpinnatifida là một loài dương xỉ trong họ Polypodiaceae. Loài này được Blume Copel. mô tả khoa học đầu tiên năm 1947.